# Liste der Baudenkmäler in Bischofsmais
Auf dieser Seite sind die Baudenkmäler in der niederbayerischen Gemeinde Bischofsmais zusammengestellt. Diese Tabelle ist eine Teilliste der Liste der Baudenkmäler in Bayern. Grundlage ist die Bayerische Denkmalliste, die auf Basis des Bayerischen Denkmalschutzgesetzes vom 1. Oktober 1973 erstmals erstellt wurde und seither durch das Bayerische Landesamt für Denkmalpflege geführt wird. Die folgenden Angaben ersetzen nicht die rechtsverbindliche Auskunft der Denkmalschutzbehörde.
 Die Liste gibt den Fortschreibungsstand vom 22. September 2017 wieder und umfasst 26 Baudenkmäler.

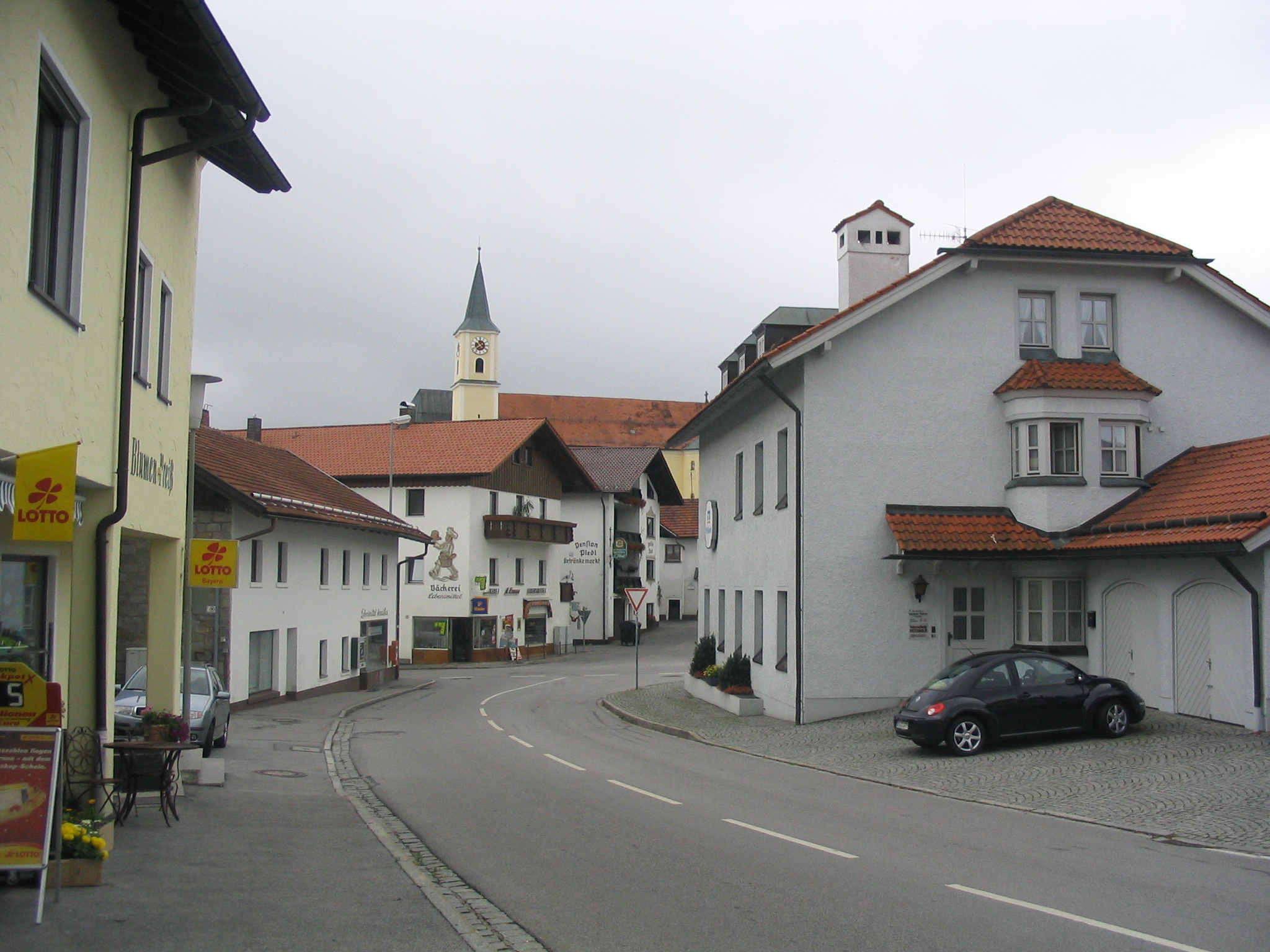
Ortsmitte von Bischofsmais

## Baudenkmäler nach Ortsteilen

### Bischofsmais
| Lage                          | Objekt                                         | Beschreibung | Akten-Nr.              | Bild           |
| ----------------------------- | ---------------------------------------------- | --- | ---------------------- | -------------- |
| Dorfstraße 5 (Standort)       | Ehemaliges Wohnstallhaus                       | Zweieinhalbgeschossiger traufständiger Satteldachbau, Portal bezeichnet mit „1848“.                                                                                               | D-2-76-116-35 Wikidata | BW             |
| Ferienparkstraße 6 (Standort) | Einzelhof                                      | Zweigeschossiger Schopfwalmdachbau, Obergeschoss verputzter Blockbau, zum Teil verschindelt, Portal bezeichnet mit „1791“.                                                        | D-2-76-116-1 Wikidata  | BW             |
| Kirchplatz 1 (Standort)       | Katholische Pfarrkirche St. Jakobus der Ältere | Saalkirche mit Satteldach und eingezogenem, halbrund geschlossenem Chor, Flankenturm mit Spitzturm, Neubau 1848/51 unter Benützung der Langhaus-Mauern von 1730; mit Ausstattung. | D-2-76-116-2 Wikidata  | weitere Bilder |
| Kirchplatz 6 (Standort)       | Pfarrhaus                                      | Mächtiger zweigeschossiger Walmdachbau, Mitte 18. Jahrhundert. | D-2-76-116-3 Wikidata  | BW             |

### Fahrnbach
| Lage                    | Objekt                            | Beschreibung | Akten-Nr.              | Bild |
| ----------------------- | --------------------------------- | --- | ---------------------- | ---- |
| Fahrnbach 22 (Standort) | Bauernhaus                        | Eingeschossiger Satteldachbau mit Kniestock, Oberteil verschalter Blockbau, mit Giebellaube, bezeichnet mit „1798“; nach Westen Stadel mit Remise, zweigeschossiger Flachsatteldachbau mit Traufschrot, Holzständerwerk mit Verbretterung, erste Hälfte 19. Jahrhundert; Kruzifix mit Totenbrettern, 19./20. Jahrhundert; zur Südseite des Stadels. | D-2-76-116-5 Wikidata  | BW   |
| Fahrnbach 23 (Standort) | Ehemaliges Ausnahmhaus            | Zweigeschossiger Flachsatteldachbau mit Giebellaube, bezeichnet mit „1856“, nach Westen Stalltrakt. | D-2-76-116-6 Wikidata  | BW   |
| Fahrnbach 24 (Standort) | Wohnstallhaus                     | Zweigeschossiger Satteldachbau mit verputztem Blockbau-Obergeschoss und Giebellaube, Anfang 19. Jahrhundert; nördlich angeschlossen ehemaliger Traidkasten, Blockbau, zu Wohnhaus umgebaut. | D-2-76-116-38          | BW   |
| Fahrnbach 28 (Standort) | Wohnstallhaus eines Dreiseithofes | Zweigeschossiger Flachsatteldachbau mit Traufschrot, erste Hälfte 19. Jahrhundert. | D-2-76-116-8 Wikidata  | BW   |
| In Fahrnbach (Standort) | Ortskapelle                       | Walmdachbau mit Dachüberstand, halbrund geschlossen, Dachreiter mit Zwiebelhaube, 1803; mit Ausstattung. | D-2-76-116-11 Wikidata | BW   |

### Ginselsried
| Lage                      | Objekt                            | Beschreibung | Akten-Nr.              | Bild |
| ------------------------- | --------------------------------- | --- | ---------------------- | ---- |
| Ginselsried 43 (Standort) | Wohnstallhaus eines Vierseithofes | Zweigeschossiger Flachsatteldachbau, Blockbau, auf zwei Seiten verschindelt, wohl erstes Drittel 19. Jahrhundert. | D-2-76-116-12 Wikidata | BW   |

### Habischried
| Lage                       | Objekt                          | Beschreibung | Akten-Nr.              | Bild |
| -------------------------- | ------------------------------- | --- | ---------------------- | ---- |
| Ortsstraße 5 (Standort)    | Traidkasten eines Dreiseithofes | Geständerter Blockbau mit Verbretterung und Satteldach, Traufschrot mit geschnitzten Stangen, bezeichnet mit „1785“. | D-2-76-116-14 Wikidata | BW   |
| Siemensstraße 2 (Standort) | Bauernhof                       | Zweigeschossiger Flachsatteldachbau, verschindelter Blockbau, nach Osten Stadel, 18./Anfang 19. Jahrhundert.         | D-2-76-116-15 Wikidata | BW   |

### Hartwachsried
| Lage                       | Objekt      | Beschreibung | Akten-Nr.              | Bild |
| -------------------------- | ----------- | --- | ---------------------- | ---- |
| Hartwachsried 1 (Standort) | Dreiseithof | Wohnstallhaus, zweigeschossiger Flachsatteldachbau, Obergeschoss verschindelter Blockbau, im Kern 18./19. Jahrhundert; Traidkasten, langgestreckter zweigeschossiger Flachsatteldachbau, verbrettertes Holzständerwerk mit Traufschrot, 1730. | D-2-76-116-16 Wikidata | BW   |

### Hermannsried
| Lage                       | Objekt      | Beschreibung                                                                       | Akten-Nr.              | Bild |
| -------------------------- | ----------- | ---------------------------------------------------------------------------------- | ---------------------- | ---- |
| Hermannsried 29 (Standort) | Einfirsthof | Eineinhalbgeschossiger Flachsatteldachbau, Oberteil Blockbau, 18./19. Jahrhundert. | D-2-76-116-19 Wikidata | BW   |
| In Hermannsried (Standort) | Traidkasten | Geständerter Blockbau über massivem Unterbau, erste Hälfte 19. Jahrhundert.        | D-2-76-116-17 Wikidata | BW   |

### Hochdorf
| Lage                   | Objekt      | Beschreibung                                                                                                 | Akten-Nr.              | Bild |
| ---------------------- | ----------- | --- | ---------------------- | ---- |
| Hochdorf 19 (Standort) | Kruzifix    | Holz, farbig gefasst, 19. Jahrhundert.                                                                       | D-2-76-116-21 Wikidata | BW   |
| In Hochdorf (Standort) | Ortskapelle | Walmdachbau mit Dachüberstand, segmentbogig geschlossen, Dachreiter mit Zwiebelhaube, 1827; mit Ausstattung. | D-2-76-116-22 Wikidata | BW   |
| Schloßberg (Standort)  | Feldkapelle | Walmdachbau mit Vorhalle, halbrund geschlossen, 1826; mit Ausstattung.                                       | D-2-76-116-23 Wikidata | BW   |

### Oberried
| Lage                                               | Objekt   | Beschreibung                                                                                       | Akten-Nr.              | Bild |
| -------------------------------------------------- | -------- | -------------------------------------------------------------------------------------------------- | ---------------------- | ---- |
| Hoffeld; von Bischofsmais nach Overried (Standort) | Kruzifix | Korpus Holz, farbig gefasst, 18./19. Jahrhundert, Kreuz erneuert; an der Straße nach Bischofsmais. | D-2-76-116-26 Wikidata | BW   |

### Ritzmais
| Lage                   | Objekt              | Beschreibung | Akten-Nr.              | Bild |
| ---------------------- | ------------------- | --- | ---------------------- | ---- |
| In Ritzmais (Standort) | Kapellenausstattung | Altarretabel, Holz, farbig gefasst, erste Hälfte 19. Jahrhundert, Kriegergedenktafel, Holz, mit Bemalung und Inschriften, 1920er Jahre; in moderner Ortskapelle. | D-2-76-116-29 Wikidata | BW   |

### Sankt Hermann
Ensemble Weiler Sankt Hermann (Aktennummer E-2-76-116-2)
Das Ensemble umfasst die Wallfahrtsbauten von Sankt Hermann, Kirche St. Bartholomäus, Brunnenkapelle und Holzkapelle. Die Überzeugung, dass die Fundamente der heutigen Holzkapelle im Südwesteck des Ensembles noch von der Eremitenzelle des seligen Hermann herrühren, war Anlass für die Entstehung der Wallfahrtsbauten des 17. Jahrhunderts. Zugleich wurde damit die Erinnerung an einen Rodungsvorgang des 14. Jahrhunderts wachgehalten, den der von Niederaltaich ausgehende, 1326 wohl in Rinchnach verstorbene Mönch Hermann betrieben hatte. Auch die Namen Hermannsbach und Hermannsried verweisen auf seine Tätigkeit in der Umgebung von Bischofsmais, wo im 12. Jahrhundert im Auftrag des Passauer Bischofs schon gerodet worden war und im 14. Jahrhundert erneut die Rodungsarbeit der Benediktiner einsetzte. Als man später beobachtete, dass die neben der Einsiedelei entspringende Quelle Heilwirkung bei Augenleiden zeitigte, ließ der Pfleger von Weißenstein, Hans Hund, 1611 eine Brunnenkapelle mit Kuppel errichten. Darüber hinaus machte eine nach dem Dreißigjährigen Krieg entstandene Wallfahrt die größere, 1656 begonnene und 1677 geweihte Kirche notwendig. Betreuungsort war Bischofsmais, woran heute noch die Blickverbindung erinnert.
| Lage                       | Objekt                                        | Beschreibung | Akten-Nr.              | Bild           |
| -------------------------- | --------------------------------------------- | --- | ---------------------- | -------------- |
| Sankt Hermann 3 (Standort) | Brunnenkapelle                                | Rundbau mit Kuppeldach und Pilastergliederung, Laterne mit Zwiebelhaube, 1611; mit Ausstattung. | D-2-76-116-31 Wikidata | weitere Bilder |
| Sankt Hermann 3 (Standort) | Kapelle                                       | Walmdachbau mit eingezogenem, fünfseitig geschlossenem Chor und Dachreiter, Holzbau mit Komplettverschindelung, um 1690; mit Ausstattung; wohl anstelle der einstigen Eremitenzelle.                                                                    | D-2-76-116-32 Wikidata | weitere Bilder |
| Sankt Hermann 3 (Standort) | Katholische Wallfahrtskirche St. Bartholomäus | Saalkirche mit Satteldach und eingezogenem, fünfseitig geschlossenem Chor, Giebelreiter mit Spitzhelm, 1656–77; mit Ausstattung; Friedhofsmauer, erhaltene Teile nach Westen, Norden und Osten, verputzte Mauer mit Schindelabdeckung, 17. Jahrhundert. | D-2-76-116-30 Wikidata | weitere Bilder |

### Seiboldsried vorm Wald
| Lage                                 | Objekt      | Beschreibung | Akten-Nr.     | Bild |
| ------------------------------------ | ----------- | --- | ------------- | ---- |
| In Seiboldsried vorm Wald (Standort) | Ortskapelle | Walmdachbau mit offener Vorhalle und wenig eingezogenem, halbrund geschlossenem Chor, 1852; Kriegerdenkmal für die Gefallenen beider Weltkriege, Inschriftenstele mit Obeliskbekrönung, Granit, 1920er Jahre, später mit Gefallenen des II. Weltkriegs ergänzt. | D-2-76-116-33 | BW   |

### Unterbreitenau
| Lage                                          | Objekt      | Beschreibung                                                                     | Akten-Nr.              | Bild |
| --------------------------------------------- | ----------- | -------------------------------------------------------------------------------- | ---------------------- | ---- |
| Unterbreitenau 2; Unterbreitenau 3 (Standort) | Ortskapelle | Steildachbau, halbrund geschlossen, 18./Anfang 19. Jahrhundert; mit Ausstattung. | D-2-76-116-34 Wikidata | BW   |

## Ehemalige Baudenkmäler
In diesem Abschnitt sind Objekte aufgeführt, die früher einmal in der Denkmalliste eingetragen waren, jetzt aber nicht mehr. Objekte, die in anderem Zusammenhang also z. B. als Teil eines Baudenkmals weiter eingetragen sind, sollen hier nicht aufgeführt werden. Aktennummern in diesem Abschnitt sind ehemalige, jetzt nicht mehr gültige Aktennummern.

| Lage                                          | Objekt                              | Beschreibung | Akten-Nr.              | Bild |
| --------------------------------------------- | ----------------------------------- | --- | ---------------------- | ---- |
| Bischofsmais Kirchplatz 12 (Standort)         | Wohnhaus                            | Walmdachbau, Ende 18. Jahrhundert. | D-2-76-116-4 Wikidata  | BW   |
| Fahrnbach (Standort)                          | Ensemble Ortskern Fahrnbach         | Das Ensemble umfasst eine Bayerwald-Rodungssiedlung, die auf halber Hanghöhe angelegt wurde, umgeben von langgezogenen Flurgrundstücken. Die Bauernhäuser stehen als Satteldachbauten meist giebelseitig um den von der Kreisstraße durchzogenen Anger; an der Südhälfte die Ortskapelle; um das Dorf teilweise und nur noch sehr rudimentär eine Hecken- und Baumreihe. Der Baubestand des 18. bis 20. Jahrhunderts verweist in seiner seltenen Geviertform trotz mehrfacher Brände und Störungen auf die Rodungssystematik des Klosters Niederaltaich im 11./12. Jahrhundert Diese setzte an die Ecken jeweils einen ganzen (1/1) Hof, an die Flanken halbgroße (1/2) Güter, insgesamt 11 Anwesen. Trotz der Abweichungen am geländemäßig steiler ansteigenden Nordwesteck und an der anfänglich offenen Südflanke erinnert dieses Angerrechteck an die Regularität von Klosterhöfen, wie sie auch in den Niederaltaichischen Gründungen Rinchnach und Kirchdorf i. Wald bestimmend war, außerdem an die Regularität gleichzeitiger staufischer Stadtgründungen. Eine Besonderheit sind die vor die Giebelseite gestellten Backhäuschen, die in ihrer einstigen Gesamtheit eine innere Rechtecksflucht bildeten. Ein Brand des Anwesens Haus Nummer 32 im Jahre 1911 hatte eine Aussiedlung und somit eine Lücke in der Nordflanke zur Folge, während der Wiederaufbau nach einem verheerenden Brand 1935 am Nordosteck die ursprüngliche Geschlossenheit bewahrte. Im südwestlichen Bereich des Ensembles sind in den 1960er und 1970er Jahren zahlreiche Neubauten entstanden. | E-2-76-116-1           | BW   |
| Fahrnbach 25 (Standort)                       | Ehemaliges Waldlerhaus              | Modern verschalter und erhöhter Blockbau, im Kern 18. Jahrhundert. | D-2-76-116-7 Wikidata  | BW   |
| Fahrnbach 46 (Standort)                       | Ausnahmshaus                        | Zweigeschossiger, verschindelter Blockbau, 18./19. Jahrhundert. | D-2-76-116-9 Wikidata  | BW   |
| Fahrnbach 47; Fahrnbach 48 (Standort)         | Zugehöriger Traidkasten             | Obergeschoss-Blockbau, bezeichnet mit „1735“, und südlich Stallstadel mit Flachdach, Mitte 19. Jahrhundert. | D-2-76-116-10 Wikidata | BW   |
| Habischried Hartwachsrieder Weg 41 (Standort) | Kleiner Einfirsthof                 | Mit Blockbau-Oberteil, verschindelt und Flachdach, erste Hälfte 19. Jahrhundert. | D-2-76-116-13 Wikidata | BW   |
| Hermannsried Haus Nummer 14 (Standort)        | Bauernhaus                          | Obergeschoss verschindelter Blockbau, mit angebautem Halbwalmstadel, zweites Viertel 19. Jahrhundert. | D-2-76-116-18 Wikidata | BW   |
| Langbruck 21 (Standort)                       | Waldlerhaus                         | Mit verschaltem Vordach und Blockbau-Kniestock, im Kern noch 18. Jahrhundert, später massiv erneuert. | D-2-76-116-24 Wikidata | BW   |
| Oberried 14 (Standort)                        | Zugehöriger stattlicher Traidkasten | Mit Traufschrot und geschnitzten Säulchen, sowie Spuren von Bemalung, zweite Hälfte 18. Jahrhundert; Backofen mit Flachsatteldach, 19. Jahrhundert. | D-2-76-116-25 Wikidata | BW   |
| Ritzmais 8 (Standort)                         | Bauernhaus                          | Verschindelter Obergeschoss-Blockbau, erste Hälfte 19. Jahrhundert. | D-2-76-116-27 Wikidata | BW   |